# 单声歌曲
单声歌曲(monody style) 是指大约1600年至1640年的时期意大利流行的一種以单一旋律和乐器伴奏为特征的独奏声乐。伴奏乐器可以是魯特琴、大鍵琴、風琴以及吉他。